# Хёрт, Мэри Бет
Мэри Бет Хёрт (англ. Mary Beth Hurt; род. 26 сентября 1946) — американская актриса, трёхкратный номинант на премию «Тони».

## Жизнь и карьера
Мэри Сипенгер родилась в 1946 году в Маршалтаун, Айова. В 1971 году она вышла замуж за Уильяма Хёрта и взяла его фамилию. Они развелись в 1982 году и год спустя она вышла замуж за режиссёра Пола Шредера.
Мэри Бет Хёрт добилась наибольшей известности благодаря выступлениям на бродвейской сцене. Она трижды была номинирована на премию «Тони» за свою работу на бродвее. На большом экране она снялась в фильме Вуди Аллена «Интерьеры» 1978 года, роль в котором принесла ей номинацию на премию BAFTA. В следующем году она сыграла главную роль в фильме «По уши влюбленный».
Мэри Бет Хёрт снялась вместе с Робином Уильямсом в фильме «Мир по Гарпу» в 1982 году, а после сыграла главную женскую роль в коммерчески провальном фантастическом фильме «Дэрил» в 1985 году. В последующие годы её карьера складывалась не столь успешно и актриса в основном исполняла роли второго плана в каких фильмах как «Эпоха невинности», «Шесть степеней отчуждения», «Воскрешая мертвецов», «Семьянин», «Шесть демонов Эмили Роуз» и «Бедная богатая девочка».

## Фильмография
- 1978 — Интерьеры/Interiors
- 1979 — По уши влюбленный/Head Over Heels
- 1980 — Смена сезонов/A Change of Seasons
- 1982 — Мир по Гарпу/The World According to Gar
- 1985 — Дэрил/D.A.R.Y.L.
- 1985 — Компрометирующие позы/Compromising Positions
- 1989 — Странные родители/Parents
- 1989 — Рабы Нью-Йорка/Slaves of New York
- 1991 — Без защиты/Defenseless
- 1992 — Чуткий сон/Light Sleeper
- 1993 — Мой парень воскрес/My Boyfriend’s Back
- 1993 — Шесть степеней отчуждения/Six Degrees of Separation
- 1993 — Эпоха невинности/The Age of Innocence
- 1996 — Алкали, Айова/Alkali, Iowa
- 1998 — Скорбь/Affliction
- 1999 — Воскрешая мертвецов/Bringing Out the Dead
- 2000 — Осень в Нью-Йорке/Autumn in New York
- 2000 — Семьянин/The Family Man
- 2005 — Шесть демонов Эмили Роуз/The Exorcism of Emily Rose
- 2006 — Девушка из воды/Lady in the Water
- 2006 — Мёртвая девушка/The Dead Girl
- 2008 — Не оставляющий следа/Untraceable
- 2011 — Бедная богатая девочка/Young Adult